# Pseudolaelia citrina
Pseudolaelia citrina é uma orquídea do género botânico Pseudolaelia.